# Otto Stark (Maler)

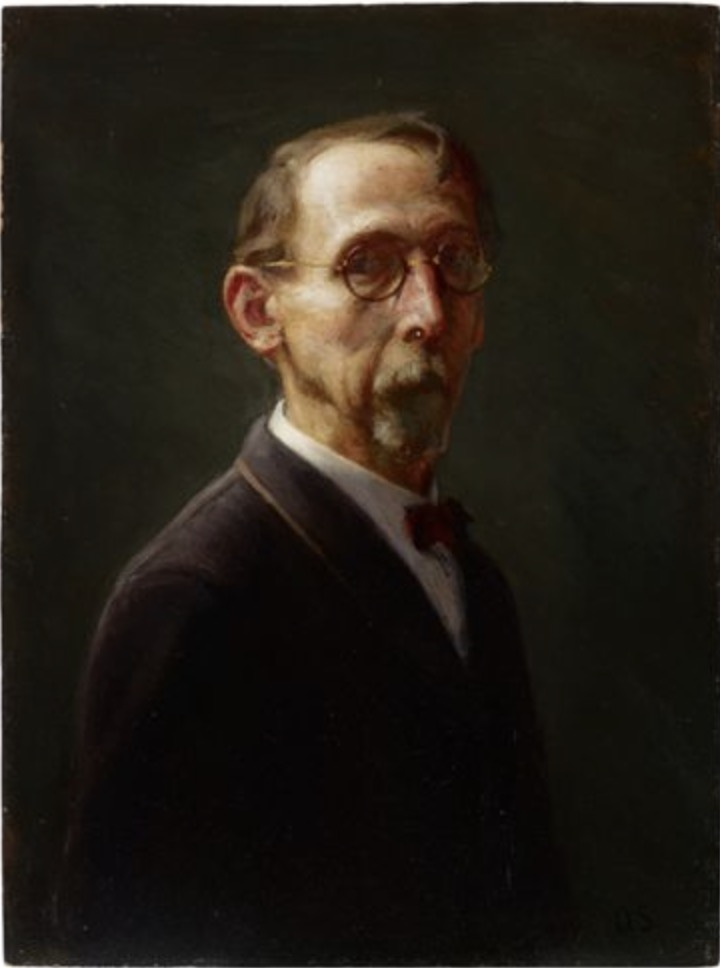
Selbstporträt von Otto Stark. Indianapolis Museum of Art

Otto Stark (* 29. Januar 1859 in Indianapolis, Indiana; † 14. April 1926 ebenda) war ein amerikanischer Impressionist und Mitglied der Hoosier Group, einer Künstlergruppe aus Indiana. In seinen Werken, die den Einfluss des Impressionismus am deutlichsten zeigen, stellte Otto Stark häufig Kinder dar.

## Leben
Otto Stark begann seine Karriere als Lehrling bei einem kommerziellen Holzschnitzer in Indianapolis, bis ihn eine Knöchelverletzung arbeitsunfähig machte. 1875 zog er nach Cincinnati, wo er als Lithograf arbeitete und die Cincinnati Art Academy besuchte. Anschließend studierte er bei William Merritt Chase an der Art Students League of New York und ab 1885 an der Académie Julian in Paris. Er blieb bis 1888 in Paris und stellte 1886 und 1887 Gemälde in den Pariser Salons aus. Während seines Aufenthalts in Frankreich heiratete er. Stark und seine Familie kehrten 1888 in die Vereinigten Staaten zurück und lebten zunächst in New York und später in Philadelphia.
Seine Frau starb 1891 und hinterließ ihm vier Kinder. Er arbeitete erneut als Lithograf in Cincinnati, bis er 1894 zur Malerei zurückkehrte und ein Atelier in Indianapolis eröffnete. Von 1905 bis 1919 unterrichtete er Kunst an der Manual High School und an der Herron School of Art, beide in Indianapolis. Bis zu seinem Tod im Jahr 1926 blieb Otto Stark als Künstler aktiv. Er stellte seine Gemälde auf Ausstellungen in Chicago (1894), Omaha (1898), St. Louis (1904), Buenos Aires (1910) und San Francisco (1915) sowie auf lokalen und regionalen Ausstellungen aus.

## Werk

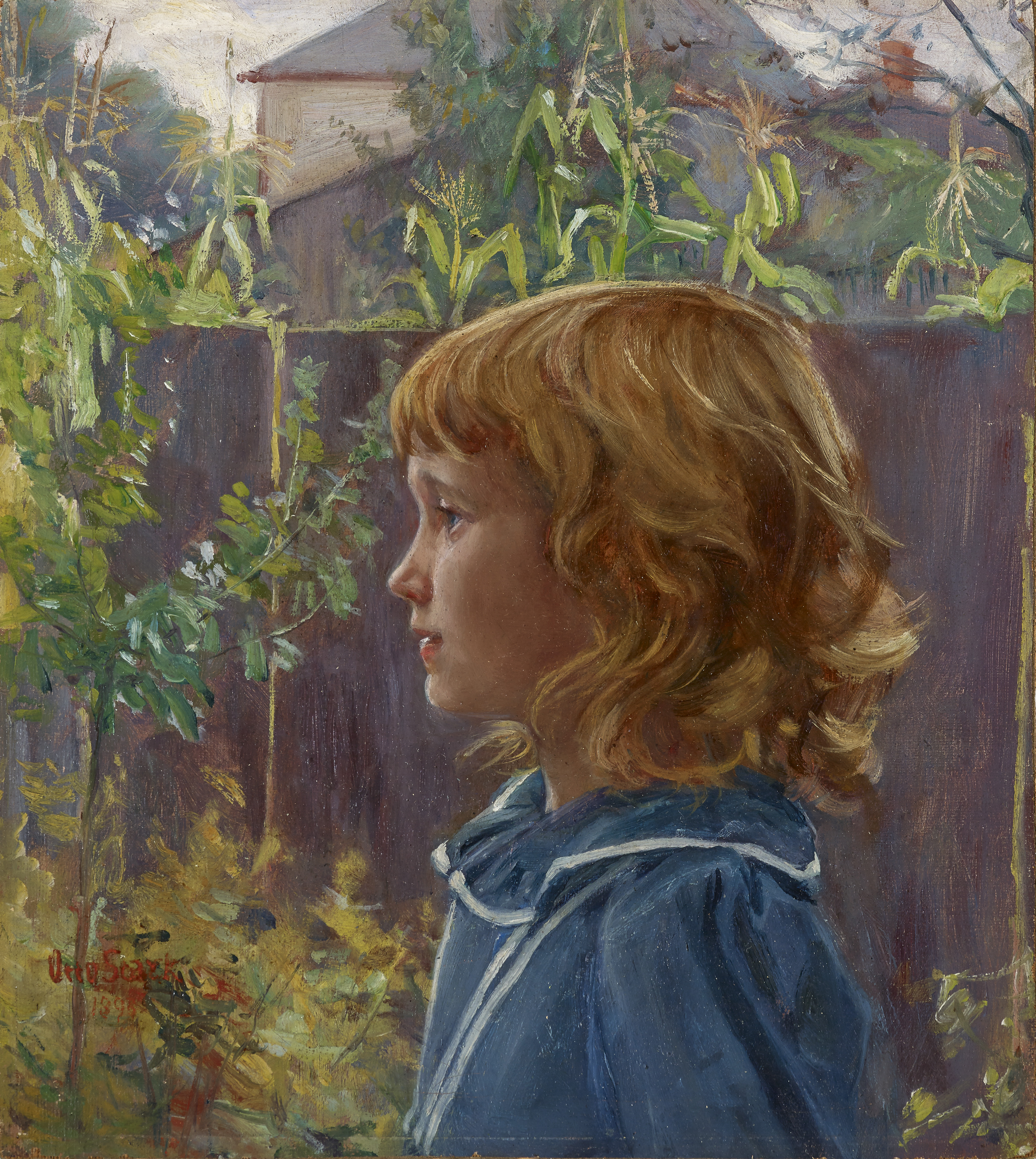
Otto Stark: Portrait of a Young Girl (1898). Indianapolis Museum of Art

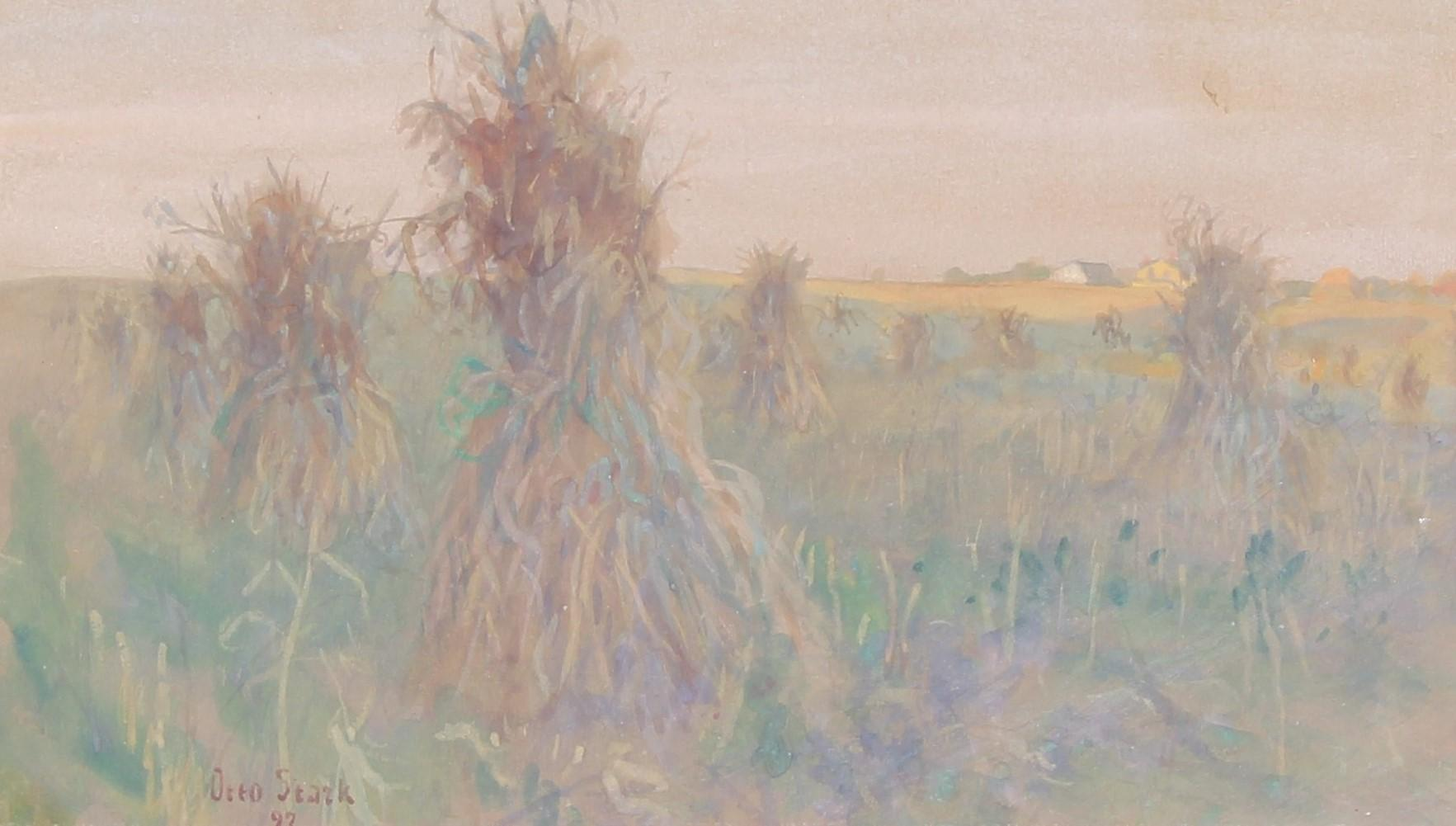
Otto Stark: Indiana Cornshocks (1897).

Otto Stark wird der sogenannten Hoosier Group zugerechnet. Sie bestand aus den fünf Malern T. C. Steele, J. Ottis Adams, William J. Forsyth, Richard Buckner Gruelle und Otto Stark. Diese Gruppe von fünf Künstlern aus Indiana zählt zu den bedeutendsten Vertretern des amerikanischen Impressionismus im Mittleren Westen. Stark ist insbesondere für seine lebendigen Landschaftsdarstellungen, urbanen Szenen und Genreszenen mit Kindern bekannt. Stark verband eine helle Farbpalette mit lockeren Pinselstrichen, wodurch seine Bilder eine besondere atmosphärische Wirkung erhalten. Er komplettierte sein malerisches Werk durch Druckgrafiken und Illustrationen.